# Sint-Mauritiuskerk (Niederfischbach)
De Kerk van Sint-Mauritius en metgezellen (Duits: Kirche St. Mauritius und Gefährten) is de rooms-katholieke parochiekerk van de Duitse plaats Niederfischbach. De monumentale kerk met tweelingtorens heeft als bijnaam de Dom van Siegerland.

## Voorgeschiedenis
Kerkelijk behoorde Niederfischbach vroeger tot Haiger. Ergens in de 12e eeuw werd de parochie Haiger opgedeeld in verschillende parochies en waarschijnlijk werd toen ook Niederfischbach een zelfstandige parochie. In die tijd werd de eerste parochiekerk gebouwd, waarvan de toren tegenwoordig als deel van de protestantse kerk van Niederfischbach nog altijd bestaat. Onder de graven van Sayn verwisselde de kerk na 1560 de katholieke leer voor het protestantisme. Nadat de aartsbisschop van Trier zijn macht over het gebied vestigde, werd de kerk in 1626 wederom een katholiek godshuis. Het kerkgebouw bleef echter een bron van conflict omdat beide denominaties aanspraken op het gebouw maakten. Ten slotte werd er in 1652 een compromis gesloten dat een gezamenlijk gebruik van de kerk behelsde. Tot 1898 maakten zowel katholieken als protestanten gebruik van het gebouw.
De grote bevolkingstoename van Niederfischbach leidde tegen het einde van de 19e eeuw echter tot plaatsgebrek in de oude simultaankerk. Tegen een prijs van 15.000 mark verwierf de protestantse kerkgemeenschap het exclusieve eigendom van de kerk alsmede een groot deel van de inrichting. Overeengekomen werd dat de katholieken uiterlijk 1898 het kerkgebouw moesten verlaten.

## De bouw van de nieuwe kerk

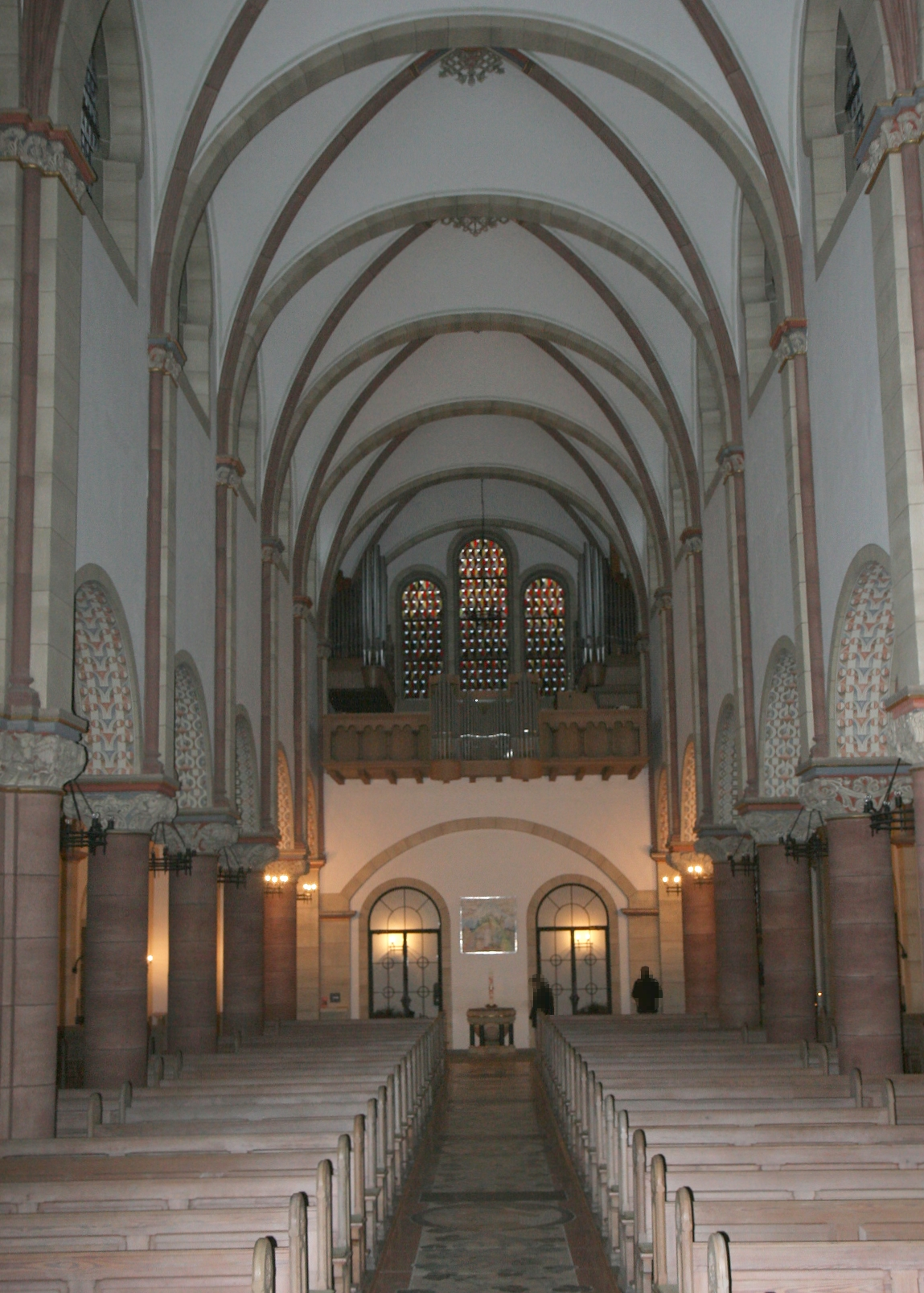
Interieur

Na verkrijging van een stuk bouwgrond werden de plannen gemaakt voor de nieuwbouw. Er moest een neoromaanse kerk worden met invloeden van de Koblenzer Sint-Kastorkerk, de Maria-Hemelvaartkerk van Andernach en de Abijkerk van Marialaach worden gebouwd. Voor de bouwkosten werd een bedrag van rond 90.000 mark gereserveerd.
De architect Hermann Ritzefeld kreeg de opdracht om een aansprekend ontwerp te maken. Begin 1897 werd men het eens over welk ontwerp het beste was en binnen een jaar werden voor de nieuwbouw rond de miljoen bakstenen gebakken.
Op 25 juli 1897 vond op plechtige wijze de eerstesteenlegging plaats. De inwijding kon op 1 november 1898 worden voltrokken en de consecratie volgde op 3 juli 1900 door bisschop Michael Felix Korum van Trier.

## Patrocinium
Men neemt aan dat ook de eerste kerk van Niederfischbach aan Sint-Mauritius en zijn metgezellen was gewijd. De parochie bezit nog steeds relikwieën, waarvan er één wordt bewaard in het stenen altaar en een ander in een reliquiarium. Afbeeldingen van de schutspatroon bevinden zich in het linker zijaltaar en op een van de koorvensters.

## Klokken
Van de twee eerste kerkklokken met de namen Mauritius en Johannes Nepomuk uit 1898 werd in de Eerste Wereldoorlog de Mauritiusklok omgesmolten. De Johannes Nepomukklok bleef tot 1928 in gebruik. Voor een bedrag van circa 20.500 mark werden toen zes nieuwe klokken met de slagtonen h0, d1, e1, fis1, a2 en h1 besteld bij de klokkengieterij Heinrich Humpert te Brilon. Ook deze klokken werd in beslag genomen en in de Tweede Wereldoorlog omgesmolten. Na de oorlog werden opnieuw zes klokken besteld, ditmaal bij de Bochumer Verein. Ze werden in 1948 in gebruik genomen.

## Orgel
In 1957 bouwde het orgelbedrijf Stockmann uit Werl het huidige orgel. In 2002 werd dit orgel door de orgelbouwfirma Schulte gerenoveerd, waarbij eveneens de intonatie milder werd gemaakt en enkele neobarokke registers werden vervangen. Het windlade-instrument heeft drie manualen en pedaal.
Het oorspronkelijke, maar nooit voltooide orgel van Johannes Klais uit Bonn werd in 1993 verkocht.